# 可解释变异
可解释变异（英語：explained variation）在统计学中是指给定数据中的变异能被数学模型所解释的部分。通常会用方差来量化变异，故又称为可解释方差（explained variance）。
除可解釋变异外，总变异的剩余部分被称为未解释变异（unexplained variation）或残差（residual）。
线性回归中的决定系数即为可解释变异占总变异的比率。